# رايا كيلستيديت
رايا كيلستيديت (بالإنجليزية: Rya Kihlstedt)‏ هي ممثلة أمريكية، ولدت في 23 يوليو 1970 في الولايات المتحدة.

## أعمال

### أفلام
- (1997) وحيد في المنزل 3[5][6]
- (1998) ديب إمباكت[7][8][9]

## وصلات خارجية
- رايا كيلستيديت على موقع IMDb (الإنجليزية)
- رايا كيلستيديت على موقع ميتاكريتيك (الإنجليزية)
- رايا كيلستيديت على موقع روتن توميتوز (الإنجليزية)
- رايا كيلستيديت على موقع ألو سيني (الفرنسية)
- رايا كيلستيديت على موقع أول موفي (الإنجليزية)
- رايا كيلستيديت على موقع قاعدة بيانات الأفلام السويدية (السويدية)
- رايا كيلستيديت على موقع ديسكوغز (الإنجليزية)
- رايا كيلستيديت على موقع قاعدة بيانات الفيلم (الإنجليزية)
- رايا كيلستيديت على موقع كينوبويسك (الروسية)